# Digitaler Alarmumsetzer
Ein digitaler Alarmumsetzer (DAU) ist eine ortsfeste Sende- und Empfangsfunkanlage in Funknetzen zur Alarmierung von digitalen Funkmeldeempfängern.
Sie empfangen ihre Daten über eine Draht- oder Richtfunkverbindung entweder von einem digitalen Alarmgeber (DAG) oder von einem anderen DAU. Die empfangenen Daten werden gegebenenfalls aufbereitet, Zusatzinformationen eingefügt und über die Sendeeinheit auf der gleichen Frequenz wieder ausgestrahlt.
Empfänger dieser Ausstrahlungen sind neben den Funkmeldeempfängern beispielsweise digitale Sirenensteuerempfänger (DSE) oder auch andere DAU.
Zum Einsatz kommen diese Umsetzer, um die Funkausleuchtung eines bestimmten Gebietes sicherzustellen oder zu verbessern.
Alarmumsetzer zur Alarmierung nicht-digitaler (analoger) Empfänger heißen lediglich Alarmumsetzer.